# 馬場伸也
馬場 伸也（ばんば のぶや、1937年3月25日 - 1989年10月6日）は、日本の政治学者、大阪大学法学部教授。専門は、国際政治学、カナダ研究、平和学、国際社会学。

## 来歴
京都府京都市生まれ。同志社大学法学部卒業。カリフォルニア大学バークレー校から博士号（歴史学）取得。カナダ・マギル大学準教授、津田塾大学教授を経て、1982年から大阪大学で教鞭を執る。日本平和学会会長（1987年-1989年）、日本カナダ学会初代会長を務める。1989年、心不全のため死去。
日本の国際関係論に、国家というアクターを中心に考えない視座や文化というものの見方を導入した先駆者の一人として、今日でも評価されている。

## 著書

### 単著
- 『満州事変への道――幣原外交と田中外交』（中央公論社［中公新書］, 1972年）
- Japanese Diplomacy in a Dilemma: New Light on Japan's China Policy, 1924-1929, (University of British Columbia Press, 1972).
- 『アイデンティティの国際政治学』（東京大学出版会、1980年）
- 『地球文化のゆくえ――比較文化と国際政治』（東京大学出版会, 1983年）
- 『カナダ――21世紀の国家』（中央公論社［中公新書］, 1989年）

### 共著
- （浅野一郎・岡野加穂留）『世界の議会（11）カナダ・中米』（ぎょうせい, 1983年）
- （斎藤眞・杉山恭・平野健一郎）『国際関係における文化交流』（日本国際問題研究所、1984年）
- （初瀬龍平・平野健一郎・鈴木實・黒澤満）『国際関係キーワード』（有斐閣, 1997年）

### 編著
- 『ミドル・パワーの外交――自立と従属の葛藤』（日本評論社, 1988年）
- 『講座政治学（5）国際関係』（三嶺書房, 1988年）
- 『現代国際関係の新次元』（日本評論社, 1990年）

### 共編著
- Pacifism in Japan: the Christian and Socialist Tradition, co-edited with John F. Howes, (Minerva Press, 1978).
- （大原祐子）『概説カナダ史』（有斐閣, 1984年）

### 訳書
- ケネス・マクノート『カナダの歴史』（ミネルヴァ書房, 1977年）
- J・リッカー、J・セーウェル『カナダの政治』（ミネルヴァ書房, 1978年）